# Ремесло Василь Миколайович
Васи́ль Микола́йович Ремесло́  (28 січня (10 лютого) 1907, Теплівка — 4 вересня 1983, Миронівка) — український радянський науковець в галузі селекції та насінництва пшениці. Академік АН СРСР (з 1974 року) і ВАСГНІЛ (з 1964 року). Член-кореспондент Академії сільськогосподарських наук НДР (з 1974 року). Доктор сільськогосподарських наук (з 1964 року). Член ЦК КПУ в 1966—1983 роках. Депутат Верховної Ради УРСР 6—10-го скликань.

## Біографія
Народився 28 січня (10 лютого) 1907 року в селі Теплівці Пирятинського повіту Полтавської губернії (тепер — Теплівка Лубенського району Полтавської області). Здобув початкову освіту в семирічній трудовій школі, відкритій за сприяння Пирятинського повітового відділу народної освіти в його рідному селі. У 1922 році вступив до Лубенської сільськогосподарської профшколи. Після її закінчення в 1924 році направлений на навчання в Маслівський інститут селекції та насінництва імені К. Тімірязєва Миронівського району Київщини.
Після закінчення в 1928 році Маслівського інституту селекції та насінництва працював в Укррадгоспоб'єднанні Харкова, пізніше — в радгосп «Відродження» Мелітопольської округи, де він працював на посаді агронома-насіннєвода. У лютому 1929 року перейшов до Кременчуцького окрнасіннясоюзу на посаду агронома-апробатора, був членом його правління. У 1929 році був призваний до лав Червоної армії рядовим артилерійського полку Ленінградського військового округу.
Після демобілізації в 1930 році поїхав у місто Дербент. Влаштувався науковим співробітником на Дагестанській дослідно-селекційній станції імені Ахундова. У 1931—1933 роках — у Москві, працював агрономом-насінняводом у Насінняводсоюзі при Наркомземі СРСР, займався введенням у виробництво нових культур.
У 1933—1938 роках — науковий співробітник Ново-Уренської селекційної станції. У 1938—1941 і 1947—1948 роках — заступник директора з наукової частини, а в 1941—1942 роках — директор Північно-Донецької державної селекційної станції.
Член ВКП(б) з 1942 року. 
У 1942—1945 роках брав участь у німецько-радянській війні, і до 1947 року проходив службу в Червоній Армії.
У 1948—1964 роках — заступник директора з наукової частини, а в 1964—1968 роках — директор Миронівської селекційно-дослідної станції, в 1968–1983 роках — директор Миронівського науково-дослідного інституту селекції та насінництва пшениці Київської області.

Могила Василя Ремесла

Помер 4 вересня 1983 року. Похований в Києві на Байковому кладовищі (ділянка № 7).

## Наукова діяльність
Великою заслугою науковця була розробка та впровадження в селекційну практику методу отримання високоврожайних сортів озимої пшениці з підвищеною стійкістю до екстремальних умов. Роботи зі створення пластичних зимостійких сортів озимої пшениці значно розширили ареал вирощування цієї культури в нетрадиційних зонах. Сорти озимої пшениці, створені особисто і під його керівництвом, стали значущим фактором підвищення врожайності та валових зборів зерна в колишньому СРСР і країнах РЕВ. Шедевром світової селекції є сорт «Миронівська-808», а всього ним створено і районовано 20 сортів озимої пшениці. Автор понад 200 наукових праць, у тому числі 5 монографій. Ряд праць опубліковано за кордоном.

## Відзнаки
|                                               |  |  |
| Ювілейна монета НБУ присвячена Василю Ремеслу |  |  |

Лауреат Ленінської премії (за 1963 рік), Державної премії УРСР (за 1977 рік), Державної премії СРСР (за 1979 рік), премії імені В. Я. Юр'єва АН УРСР (за 1976 рік), Національної премії НДР 1-го ступеня (за 1976 рік).
Двічі Герой Соціалістичної Праці (23.06.1966, 9.02.1977). Заслужений діяч науки УРСР (з 1967 року). Нагороджений чотирма орденами Леніна (1966, 1973, 1975, 1977), орденом Жовтневої Революції (1971), орденом Вітчизняної війни 2-го ступеня (1945), орденами Трудового Червоного Прапора (1950) і «Знак Пошани» (1958), багатьма медалями СРСР, ВДНГ СРСР і УРСР, чотирма орденами зарубіжних країн.

## Вшанування пам'яті

Пам'ятник Василю Ремеслу у Пирятині

- У 1982 році Василю Ремеслу в м. Пирятині, біля Пирятинської середньої школи № 4 (вулиця Європейська, 2а), встановлено бронзове погруддя. Автори — скульптори О. П. Вітрик, В. В. Сухенко, архітектори Ю. А. Чеканюк, Ю. М. Набок.
- 4 вересня 2017 року Національний банк України в серії "Видатні особистості України" ввів в обіг пам′ятну нейзильберову монету «Василь Ремесло» номіналом 2 гривні[2].
- У місті Лубни є вулиця Академіка Василя Ремесла.